# Zelotes cingarus
Zelotes cingarus este o specie de păianjeni din genul Zelotes, familia Gnaphosidae. A fost descrisă pentru prima dată de O. P.-cambridge, 1874. Conform Catalogue of Life specia Zelotes cingarus nu are subspecii cunoscute.